# European Launcher Development Organisation

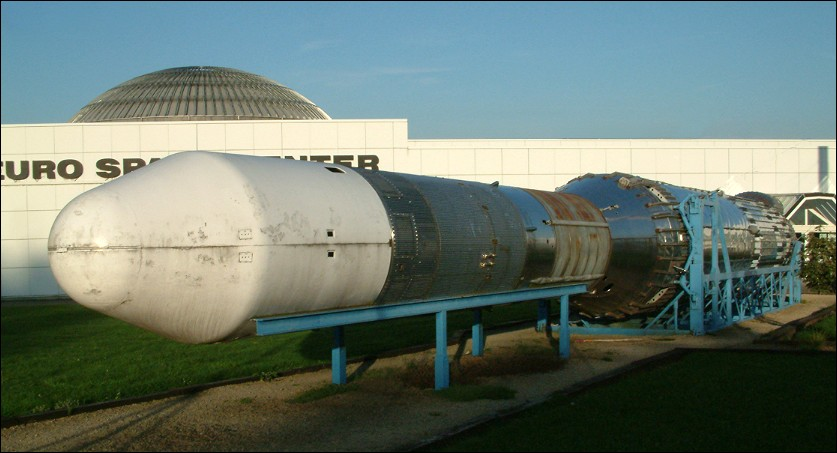
Europa II

De European Launcher Development Organization (ELDO) was een Europese organisatie voor ruimteonderzoek met als doel de ontwikkeling van een draagraket. De ontwikkelde drietrapsraket Europa werd vernoemd naar de mythische Griekse god Europa. In 1975 werd het programma samengevoegd met de European Space Research Organisation (ESRO) en ontstond het Europese Ruimteagentschap (ESA).

## Oorsprong
Na het mislukken van de lancering van de Britse Blue Streak-raket wilde Groot-Brittannië zijn voltooide raketonderdelen hergebruiken om verliezen te beperken. In 1961 kondigden Groot-Brittannië en Frankrijk aan dat ze zouden samenwerken aan de ontwikkeling van een draagraket voor de lancering van een satelliet van duizend kilo.
Deze samenwerking werd later opgenomen in de Conventie van de European Launcher Development Organisation (ELDO) waar Italië, België, West-Duitsland, Nederland en Australië zich bij zouden aansluiten. Australië leverde als lid van het Gemenebest van Naties een test- en ontwikkelingslocatie voor raketten in Woomera, Zuid-Australië. Later werden de lanceringen verplaatst naar Kourou in Frans-Guyana. 

## Onderdelen
De eerste plannen voor de raket werden in 1962 voorgesteld. De ELDO-A, later hernoemd tot Europa-1, had een lengte van 31.7 meter en een gewicht van 110 ton en een laadvermogen van 1000 tot 1200 kilogram waarbij een lading in een 500 kilometer cirkelvormige baan boven de aarde kon worden gebracht.
De drie rakettrappen bestonden uit de Blue Streak-trap, de Franse Coralie-trap en de Duitse  Astris-trap. De drie rakettrappen moesten respectievelijk 160, 103 en 361 seconden worden geactiveerd voor het bereiken van een lage baan (Low Earth Orbit, LEO) rond de Aarde.

### Blue streak

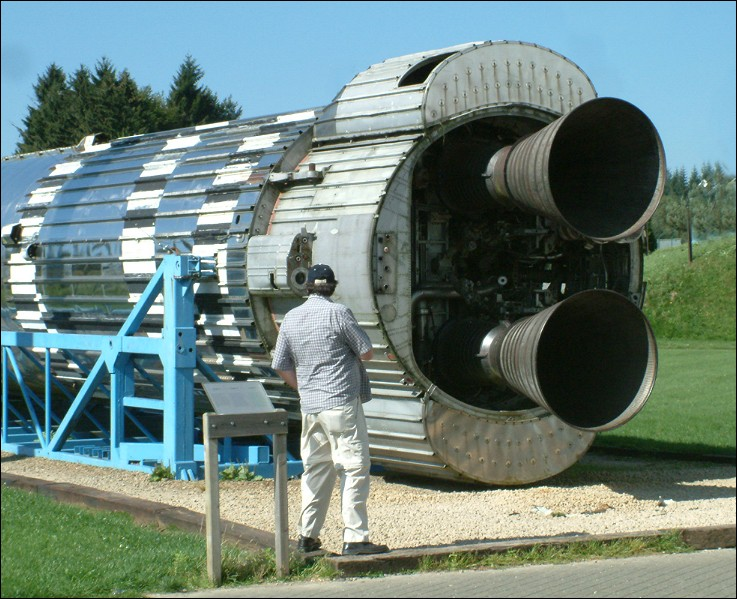
Rolls-Royce RZ-2

Al in 1957 ontwikkelde Groot-Brittannië in Stevenage, Hertfordshire, de "Blue Streak" als een intercontinentale raket. In 1960 annuleerde Groot-Brittannië het militaire programma en bood Blue Streak aan als eerste trap voor een Europese draagraket.
Technische specificaties
| Onderdeel                    | Details                                                                    |
| ---------------------------- | -------------------------------------------------------------------------- |
| Lengte                       | 18,4 meter                                                                 |
| Massa                        | 6289 kg                                                                    |
| Totale massa (met brandstof) | 94.940 kg                                                                  |
| Volume brandstoftank         | 102000 liter                                                               |
| Materiaal brandstoftank      | 0,5 mm roestvrij staal                                                     |
| Motor                        | 2 x Rolls Royce RZ-2 Oxidatie: vloeibare zuurstof Brandstof: kerosine RP-1 |
| Voortstuwingskracht          | 2 x 667 kN                                                                 |
| Tijdsduur stuwkracht         | 160 sec                                                                    |

### Coralie

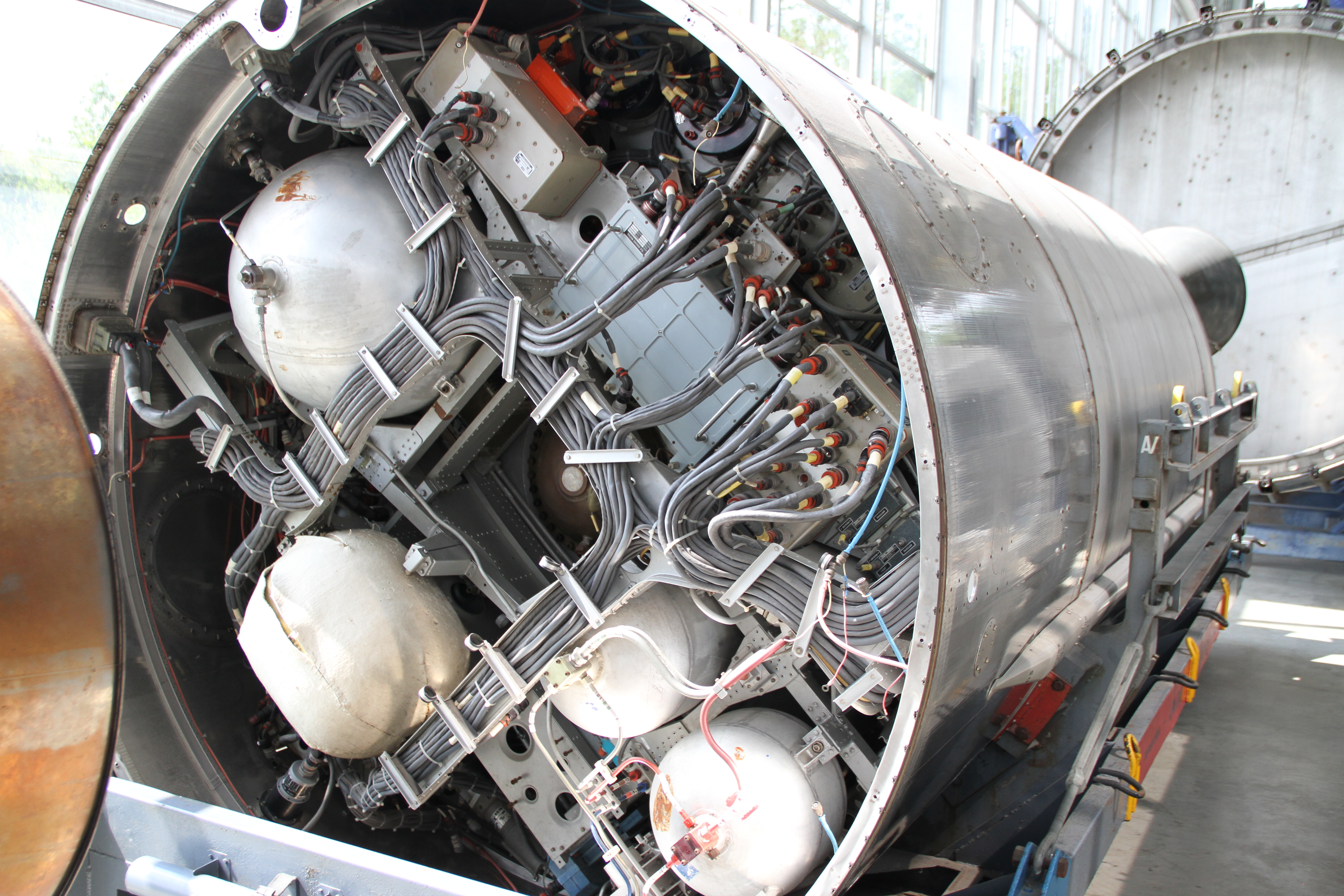
Coralie

De tweede fase "Coralie", gebouwd in Frankrijk, vervoerde een lading van 4300 kg (3e fase + satelliet) van een hoogte van 70 km naar 150 km gedurende 103 sec. De snelheid van de raket nam toe van 3000 m/s tot 5300 m/s. De tweede trap werkte niet goed tijdens de eerste beide lanceringen van de draagraket (F 6/1 en F 6/2). In de volgende lanceringen verliep de activering wel volgens plan.
Technische specificaties
| Onderdeel            | Details |
| -------------------- | --- |
| Lengte               | 5.5 meter |
| Totale massa         | 12019 kg |
| Leeggewicht          | 2200 kg |
| Motor                | 4 x raketmotoren van LRBA (Laboratoires des Recherches Ballistiques et Aerodynamiques) Oxidator: N204 (distikstoftetraoxide); UDMH dimethylhydrazine) |
| Voortstuwingskracht  | 262 kN |
| Tijdsduur stuwkracht | 103 sec |

### Astris

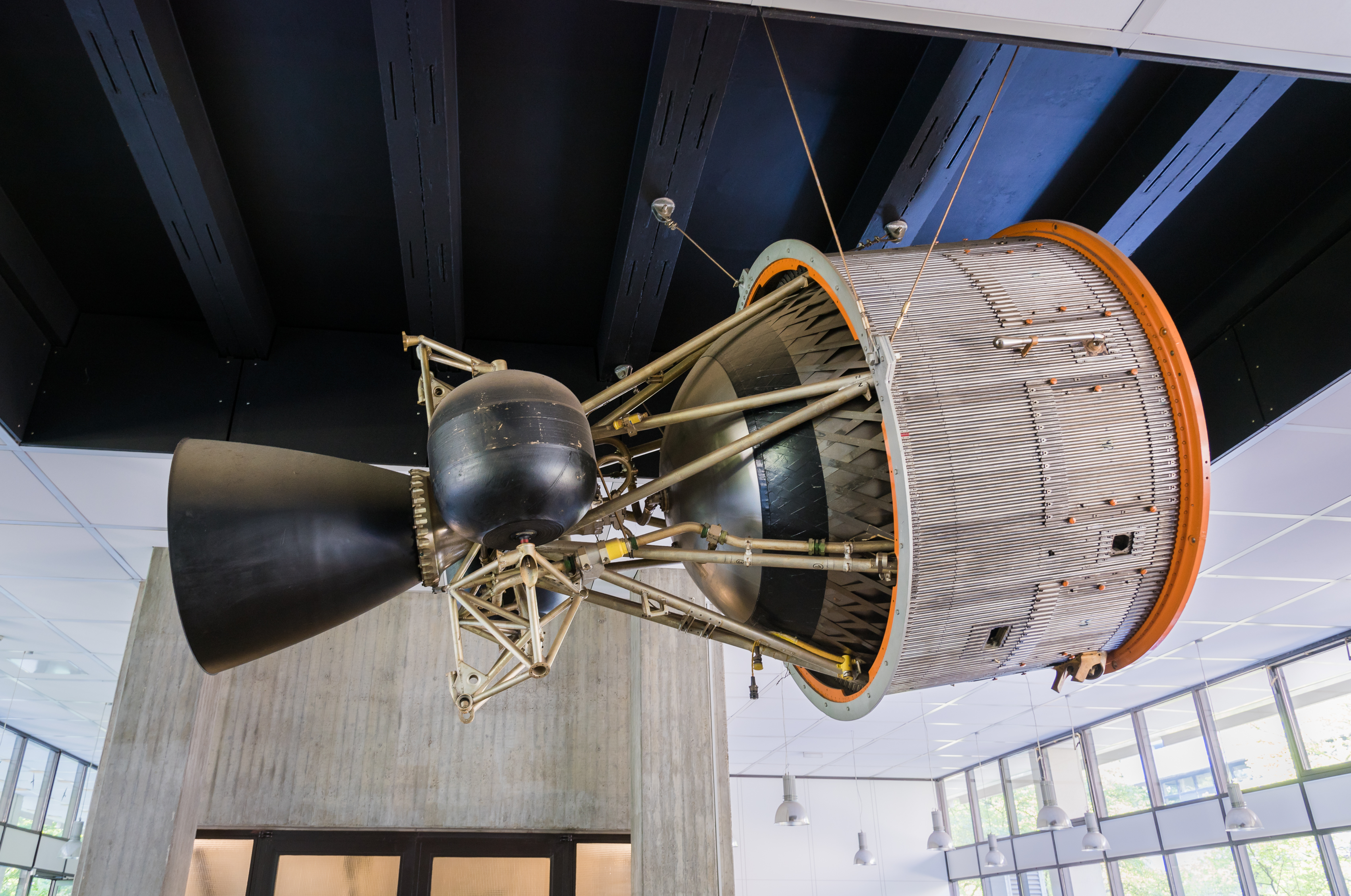
Astris

De derde trap "Astris" van de Europa-raket werd ontwikkeld en gebouwd in Duitsland door MBB in München en ERNO in Bremen, die het ASAT-consortium (Arbeitsgemeinschaft Satellitenträgersystem) vormden om hun werk te coördineren. Het laadvermogen voor een baanhoogte van 500 kilometer was ongeveer 1300 kilogram. Het Astris-project was de eerste stap in de wederopbouw van een Duitse industrie die sinds het einde van de Tweede Wereldoorlog geen raketmotoren meer had ontwikkeld of gebouwd. Eind jaren zestig werkten meer dan 700 wetenschappers, ingenieurs en technici aan het Astris-project.
Technische specificaties
| Onderdeel            | Details |
| -------------------- | --- |
| Lengte               | 3.81 meter |
| Totale massa         | 3993 kg |
| Motor                | Raketmotor met vloeibare stuwstof; Oxidator: N204 (stikstoftetroxide); Brandstof: Aerozine 50 (50% Hydrazine, 50% UDMH) |
| Voortstuwing         | 22.56 kN |
| Tijdsduur stuwkracht | 361 s |

## Wijziging ontwerp
In juni 1964 werd de eerste fase, F1, gelanceerd in Woomera, Zuid-Australië. Halverwege 1966 besloot ELDO om het ontwerp van Europa-1 te wijzigen van een drietraps draagraket in een viertraps draagraket die in staat was om een satelliet in een geostationaire baan om de aarde te brengen. Na deze beslissing in 1969 leidden vele mislukte lanceringen van Europa-1 en de terugtreding van Groot-Brittannië en Italië tot een heroverweging van de plannen. In 1970 zag ELDO zich genoodzaakt het Europa-1-programma stop te zetten.

### Europa-2 en 3
Tegen het einde van 1970 werden de plannen voor Europa-2 gemaakt. Europa-2 was een soortgelijk ontworpen raket met een extra trap. De Europa-2 werd voor 90% gefinanceerd door Frankrijk en Duitsland. Op 5 november 1971 werd Europa-2 voor het eerst zonder succes gelanceerd. Het falen van de raket leidde tot de overweging van een Europa-3 raketontwerp. Europa-3 is echter nooit gebouwd en het gebrek aan financiering was de aanzet tot de fusie van de European Launcher Development Organization (ELDO) en de European Space Research Organisation (ESRO) tot de vorming van het Europees Ruimteagentschap (ESA).

## Grondstation Gulkula
Het Gove Down Range Guidance and Telemetry Station werd in de jaren zestig gebouwd in Gulkula op het schiereiland Gove in het Noordelijk Territorium van Australië om het neerwaartse pad te volgen van raketten die werden gelanceerd vanaf het Woomera Test Range complex in Zuid-Australië, met zijn state-of- the-art technologie bediend door voornamelijk Belgische wetenschappers. Het grondstation werd in september 2020 door de plaatselijke historische vereniging weer naar het schiereiland Gove verplaatst, na jaren in opslag te hebben gestaan in Woomera.

## Lanceringen
| Codering | Datum            | Toelichting | Status      |
| -------- | ---------------- | --- | ----------- |
| F1       | 5 juni 1964      | Lancering van de eerste trap | Succes      |
| F2       | 20 oktober 1964  | Lancering van de eerste trap | Succes      |
| F3       | 22 maart 1965    | Lancering van de eerste trap | Succes      |
| F4       | 24 mei 1966      | Lancering van de eerste trap met een dummy trap 2 en 3. Deze vlucht werd 136 seconden beëindigd | Afgebroken  |
| F5       | 13 november 1966 | Deze lancering was bedoeld om dezelfde taak als de F-4 te voltooien | Succes      |
| F6/1     | 4 augustus 1967  | Deze lancering had een actieve eerste en tweede trap met een dummy derde trap en satelliet. Bij deze lancering ontbrandde de tweede trap | Mislukt     |
| F6/2     | 5 december 1967  | Hetzelfde doel te bereiken als de F-6/1 maar de eerste en tweede trap werden niet gescheiden | Mislukt     |
| F7       | 30 november 1968 | Bij deze lancering waren alle drie de trappen actief en was er een satelliet gemonteerd. Nadat de tweede trap was ontstoken, explodeerde de derde trap                                                                                           | Mislukt     |
| F8       | 3 juli 1969      | Identieke lancering als F-7 | Mislukt     |
| F9       | 12 juni 1970     | Bij deze lancering waren alle fasen succesvol, maar de satelliet kon niet in een baan om de aarde draaien. Na deze lancering begon ELDO budget en leden te verliezen en werd uiteindelijk gefaseerd in de ESRO opgenomen om de ESA op te richten | Mislukt     |
| F10      | -                | Lanceerplaats Woomera was niet geschikt om satellieten in een geostationaire baan om de aarde te brengen. In 1966 werd besloten te verhuizen naar de Franse vestiging in Kourou, Frans-Guyana                                                    | Geannuleerd |
| F11      | -                | Frankrijk was van plan om F-11 te lanceren, waarop Europa-2 de lucht in ging. Echter, door elektrostatische ontlading bleven de stroomlijnkappen hangen en raakten defect waarna de draagraket op afstand werd vernietigd                        | Afgebroken  |
| F12      | -                | De lancering van F12 werd uitgesteld terwijl een projectevaluatie werd uitgevoerd, wat leidde tot de beslissing om het Europa-ontwerp te annuleren                                                                                               | Geannuleerd |